# Nemeritis sibinator
Nemeritis sibinator är en stekelart som beskrevs av Dbar 1985. Nemeritis sibinator ingår i släktet Nemeritis och familjen brokparasitsteklar. Inga underarter finns listade i Catalogue of Life.